# Yoshinori Ohsumi
Yoshinori Ohsumi (大隅 良典, Ōsumi Yoshinori, Fukuoka, 9 de fevereiro de 1945) é um biólogo celular, professor da Universidade de Tóquio & Instituto de Ciência de Tóquio.
Foi laureado com o Nobel de Fisiologia ou Medicina de 2016, por suas investigações sobre autofagia.

## Publicações selecionadas
- Tsukada, M; Ohsumi, Y (25 de outubro de 1993). «Isolation and characterization of autophagy-defective mutants of Saccharomyces cerevisiae.». FEBS letters. 333 (1-2): 169-74. PMID 8224160
- Mizushima, N; Noda, T; Yoshimori, T; Tanaka, Y; Ishii, T; George, MD; Klionsky, DJ; Ohsumi, M; Ohsumi, Y (24 de setembro de 1998). «A protein conjugation system essential for autophagy.». Nature. 395 (6700): 395-8. PMID 9759731
- Kabeya, Y.; Mizushima, N.; Ueno, T.; Yamamoto, A.; Kirisako, T.; Noda, T.; Kominami, E.; Ohsumi, Y.; Yoshimori, T. (2000). «LC3, a mammalian homologue of yeast Apg8p, is localized in autophagosome membranes after processing». The EMBO Journal. 19 (21): 5720–5728. PMC 305793. PMID 11060023. doi:10.1093/emboj/19.21.5720
- Ichimura, Y; Kirisako, T; Takao, T; Satomi, Y; Shimonishi, Y; Ishihara, N; Mizushima, N; Tanida, I; Kominami, E; Ohsumi, M; Noda, T; Ohsumi, Y (23 de novembro de 2000). «A ubiquitin-like system mediates protein lipidation.». Nature. 408 (6811): 488-92. PMID 11100732
- Ohsumi, Y (março de 2001). «Molecular dissection of autophagy: two ubiquitin-like systems.». Nature reviews. Molecular cell biology. 2 (3): 211-6. PMID 11265251
- Kuma, A; Hatano, M; Matsui, M; Yamamoto, A; Nakaya, H; Yoshimori, T; Ohsumi, Y; Tokuhisa, T; Mizushima, N (23 de dezembro de 2004). «The role of autophagy during the early neonatal starvation period.». Nature. 432 (7020): 1032-6. PMID 15525940
- Hanada, T; Noda, NN; Satomi, Y; Ichimura, Y; Fujioka, Y; Takao, T; Inagaki, F; Ohsumi, Y (28 de dezembro de 2007). «The Atg12-Atg5 conjugate has a novel E3-like activity for protein lipidation in autophagy.». The Journal of biological chemistry. 282 (52): 37298-302. PMID 17986448